# Sevinkmolen
De Sevinkmolen werd in 1868 gebouwd in opdracht van drie Meddose boeren, te weten D.W te Gronde, G.W. te Voortwis en J.H. Seevink. De molen werd op de grond van Seevink gebouwd en werd daarom de Sevink Molen genoemd, hoewel de eigenlijke naam De Zorg is. De Sevink Molen is een ronde beltkorenmolen, gebouwd in de gemeente Winterswijk, provincie Gelderland.
In 1916 werd de molen wegens slechte bouwkundige staat stilgezet. De molen is daarna verkocht aan J.W. Helder, die hem heeft laten herstellen. Daarna is de molen tot 1928 in bedrijf geweest. In dat jaar waaide tijdens een storm het wiekenkruis van de molen. Daarna werd de molen gebruikt als onderkomen voor een mechanische maalderij en als opslagplaats van de Coöperatieve Landbouwvereniging Winterswijk.
In augustus 1992 werd de molen erkend als Rijksmonument. De Sevink Molen kreeg steun van Monumentenzorg, Provincie Gelderland, De Gemeente Winterswijk en diverse fondsen. In april 1999 werd door Stichting De Sevink Molen gestart met de restauratie. Deze werd in juni 2001 afgerond. De molen werd op 20 juni 2001 heropend door vice-premier Annemarie Jorritsma.
Rond de molen ligt het recreatiepark Sevink Molen.